# Chutes de neige au Japon en 2006
 (juillet 2024).
Si vous disposez d'ouvrages ou d'articles de référence ou si vous connaissez des sites web de qualité traitant du thème abordé ici, merci de compléter l'article en donnant les références utiles à sa vérifiabilité et en les liant à la section « Notes et références ».
L’hiver 2005-2006 au Japon est marqué par des précipitations neigeuses particulièrement abondantes.

## Météorologie
Le Japon dispose d'une moyenne sur tout le pays de 2,45 mètres de hauteur de neige sur la période allant du 9 décembre au 5 janvier, soit trois fois plus que la moyenne des dix années précédentes. Le froid bat également des records, avec des températures jamais enregistrées depuis 1946.
Les températures extrêmes sont dues à la fonte des glaces de mer en Arctique.

## Conséquences
Le 7 janvier, l'agence de presse Kyodo rapporte que depuis le début de l'hiver (début décembre), 61 personnes sont mortes, 1 010 ont été blessées à cause du froid et de la neige et environ 600 habitations ont été endommagées.
Les transports sont également touchés : certaines lignes de chemin de fer et certaines routes sont fermées, comme dans les préfectures de Niigata et d'Akita. Des accidents ont même eu lieu, comme le déraillement d'un train express à la suite d'une tempête de neige le 25 décembre, causant la mort de 5 personnes et en blessant 32 autres.
L'approvisionnement en électricité a aussi connu des problèmes et 1,4 million de foyers en ont souffert depuis début décembre.
Pour déblayer les routes et les toits des habitations (recouvertes pour certaines par plus de deux mètres de neige), le gouvernement a demandé à l'armée de terre d'intervenir, conformément aux souhaits des autorités locales.
Les pouvoirs publiques ont fait appel à l'armée.